# زبرتاس
زبرتاس یا زبرگان یکی از فرماندهان نظامی ایرانی در زمان حکومت شاهنشاه هرمز چهارم ساسانی (حک. ۵۷۹–۵۹۰) بود. او در زمان محاصره کلومارو به دست فیلیپیکوس در تابستان ۵۸۶ فرمانده پادگان شهر بود. او از ارتش بیزانس فرار کرد و سربازان خود را از نزد کارداریگان به درون قلعه برد. او ممکن است اصالتاً هون باشد.